# Riccardo Paladini
Riccardo Paladini (Roma, 7 marzo 1925 – Formello, 6 febbraio 1996) è stato un annunciatore televisivo e giornalista italiano.

## Biografia
Intraprese la carriera di giornalista sul finire degli anni '40 presso la Settimana Incom diretta da Sandro Pallavicini, il primo cinegiornale italiano, e fu il primo speaker del Telegiornale della Rai, diretto da Vittorio Veltroni. Lesse le notizie durante la fase sperimentale (il primo numero fu il 10 settembre 1952) e poi fin dall'inizio delle trasmissioni regolari (dal 3 gennaio 1954). Mantenne l'incarico fino al 1958.
Bella voce, dizione perfetta, orecchie a sventola, divenne popolarissimo. Tornò sul piccolo schermo nel 1995 in Bar condicio, un talk show condotto da Paolo Guzzanti.
Prese parte ad alcuni film come attore e fu anche doppiatore cinematografico. 
Morì all'età di 70 anni. Riposa presso il cimitero del Verano.

## Vita privata
Era padre della giornalista Cintia Fisher Paladini, dell'attrice e doppiatrice Roberta Paladini e dell'imprenditore Gianluca Paladini.

## Filmografia
- Vacanze in Argentina, regia di Guido Leoni (1960)
- Pugni pupe e marinai, regia di Daniele D'Anza (1961)
- Maciste contro Ercole nella valle dei guai, regia di Mario Mattoli (1961)
- I mostri, regia di Dino Risi (1963)
- Salomé '73, regia di Odoardo Fiory (1965)
- Riderà (Cuore matto), regia di Bruno Corbucci (1967)
- Il sasso in bocca, regia di Giuseppe Ferrara (1969)
- Il bivio, episodio di K2 + 1, regia di Luciano Emmer (1971) - serie di telefilm
- Fracchia e la TV, episodio di Giandomenico Fracchia - Sogni proibiti di uno di noi, regia di Antonello Falqui (1975) - miniserie TV

## Doppiatore
- Quarta persona in Un burattino di nome Pinocchio

## Varietà radiofonici Rai
- Una ribalta per i giovani, nuovi artisti al microfono, presentati da Riccardo Paladini, (1960)

## Pubblicità
Riccardo Paladini prese parte a quattro serie della rubrica pubblicitaria televisiva Carosello:
- nel 1962 e nel 1963 insieme ad Alfredo Dandi (sola voce) pubblicizzando l'Enciclopedia Conoscere dei Fratelli Fabbri Editori;
- nel 1966, insieme alla voce di Alighiero Noschese, per le confezioni maschili Lubiam;
- nel 1972 per la Grande Biblioteca Familiare, pubblicata a dispense sempre dalla Fratelli Fabbri Editori.
- nel 1979 fu testimonial in uno spot TV per Radiomarelli.

In seguito affiancò Marisa Laurito negli spot televisivi della pasta Voiello.